# 中央谷地 (紐約州)
中央谷地（英語：Central Valley）是位於美國紐約州奧蘭治縣的普查規定居民點。

## 人口
根據2020年美國人口普查的數據，中央谷地的面積為6.90平方千米，皆為陸地。當地共有人口1857人，而人口密度為每平方千米269.13人。